# Michel Berger
Pour les articles homonymes, voir Michel Berger, Berger et Hamburger.
Michel Hamburger, dit Michel Berger, né le 28 novembre 1947 à Neuilly-sur-Seine et mort le 2 août 1992 à Ramatuelle, dans le Var, est un chanteur, auteur-compositeur-interprète, pianiste, directeur artistique et arrangeur musical français.
Au cours d'une carrière de trente années (1963-1992), interrompue par sa mort brutale, il marque de sa patte la musique française et francophone, composant, écrivant et produisant des artistes aussi divers que Bourvil, Véronique Sanson, Françoise Hardy, Johnny Hallyday et surtout son épouse France Gall. Il est également sollicité par Elton John (duo Donner pour donner avec France Gall) et compose la musique des opéras-rock Starmania (1978) et La Légende de Jimmy (1990) sur des livrets du canadien Luc Plamondon, le premier vendu à plus de 3 millions d'exemplaires depuis sa création et figurant donc parmi les 10 plus grands succès francophones de tous les temps. La distribution de Starmania, plusieurs fois renouvelée du vivant de l'artiste, donne leur chance à un nombre important de jeunes chanteurs de la scène francophone des années 1980, parmi lesquels Daniel Balavoine, Fabienne Thibeault, Maurane ou Renaud Hantson et plus tard, Bruno Pelletier.
Parallèlement mais de façon plus confidentielle, il compose, entre 1970 et 1987, la musique de cinq films.
Avant de disparaître brutalement à l'âge de 44 ans, il projetait de poursuivre sa carrière aux États-Unis, lui qui était fasciné par Ella Fitzgerald, Duke Ellington ou encore Ray Charles.
Plus de trente ans après sa disparition, son influence reste importante sur la scène musicale française.

## Biographie

### Jeunesse
Michel Berger naît le 28 novembre 1947 à Neuilly-sur-Seine. Il est le fils du professeur de médecine et néphrologue Jean Hamburger et de la concertiste Annette Haas, tous deux de confession juive mais sécularisés et convertis au protestantisme. « De sa mère, il reçoit une éducation stricte, athée, rationaliste, rigoriste aussi . ».
En 1953, lorsqu'il a six ans, son père, ayant subi une sérieuse opération des poumons qui le laisse partiellement amnésique (il se souvient de tout sauf de sa famille), abandonne femme et enfants sans aucune explication,.
Il est scolarisé au lycée Carnot (17e arrondissement de Paris). Il fait des études de philosophie à l'université Paris-Nanterre, en mai 1968 et il obtient à l'âge de 21 ans, sa maîtrise avec l'Esthétique de la pop musique comportant une étude comparative des deux albums de Jimi Hendrix : Are You Experienced et Axis: Bold as Love,.

### Carrière

#### Années 1960: débuts dans la musique

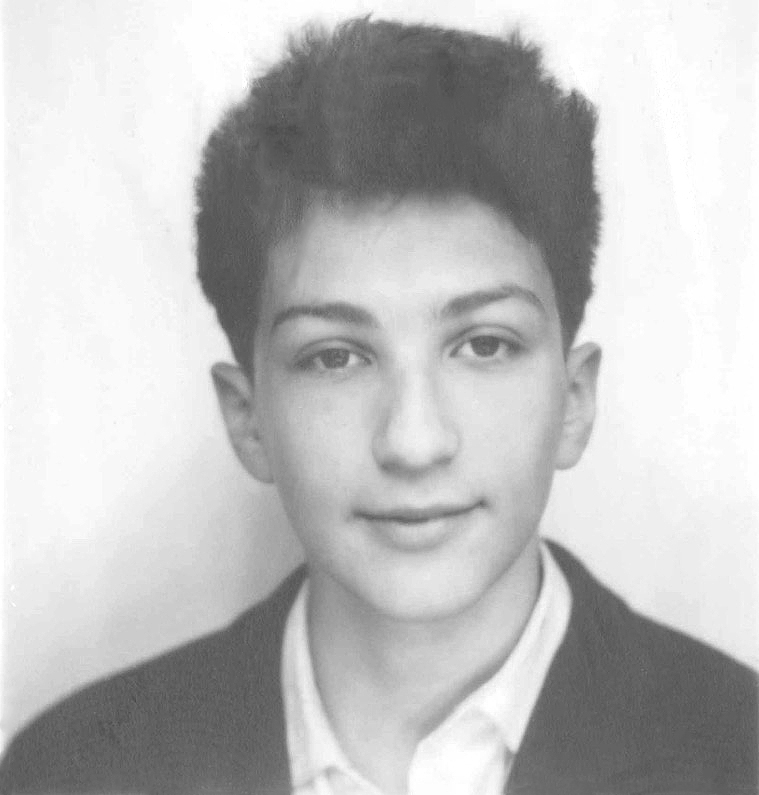
Au milieu des années 1960, il commence sa carrière de chanteur et est présent sur la photo du siècle aux côtés des vedettes de la pop française.

Michel Hamburger a souhaité se défaire de son patronyme de naissance, ne l'appréciant pas car il a été sujet à moqueries et en raison de l'abandon de sa famille par son père, alors que le jeune Michel est âgé de sept ans. Il adopte Berger comme nom de scène.
Il se fait connaître en tant que chanteur dès l'époque de Salut les copains dans les années 1960. En 1963, il fait sa première apparition à la télévision en chantant la chanson la Camomille. En 1963, l'artiste sort un premier disque EP 45 t comprenant la chanson phare D'autres filles. D'autres 45 tours suivent mais n'accrochent pas le public.
Il figure sur la « photo du siècle » regroupant 46 vedettes françaises du mouvement « yéyé » en avril 1966 et réalisée par Jean-Marie Périer pour le magazine Salut les copains.
Il passe à la production chez EMI où il écrit, entre autres, pour Bourvil (Les Girafes) en 1967 et il produit et écrit pour Vanina Michel, en 1969, un premier 45 tours Dans la ville de Katmandou.

#### Années 1970: collaborations
En 1972, entré chez Warner Music, Michel Berger produit les deux premiers albums de sa compagne de l'époque, la chanteuse Véronique Sanson.
En 1973, il décide de relancer sa carrière de chanteur en enregistrant son premier album solo, Michel Berger communément appelé Cœur brisé, après le départ de Véronique Sanson. Seuls les titres Pour me comprendre et Attends-moi émergent de l'album. Le premier succès de Michel Berger arrive durant l'été de la même année avec Écoute la musique (Quelle consolation fantastique), juste après sa rencontre avec sa nouvelle muse France Gall.
En 1974, il relance la carrière de Françoise Hardy avec l'album Message personnel. La même année il produit également son 45 tours suivant, Je suis moi.
En 1975, il connaît un succès mitigé avec l'album Que l'amour est bizarre dont la chanson éponyme et Seras-tu là ? sont les deux plus réussies. L'année suivante, seule la chanson Mon piano danse, extraite de l'album homonyme, obtient un succès plus modeste.
En 1974, il écrit pour France Gall La Déclaration d'amour. Il relance la carrière de la chanteuse et produira tous ses albums à partir de 1975 ; il l'épouse le 22 juin 1976.

#### Le projetStarmania(1978-1979)
Michel Berger écrit avec Luc Plamondon l'opéra-rock Starmania. Le double album studio sort en 1978. Il est notamment interprété par France Gall, Claude Dubois, Daniel Balavoine, Diane Dufresne, Nanette Workman, Éric Estève et Fabienne Thibeault. Starmania, le spectacle, créé au Palais des congrès de Paris en 1979, remporte un vif succès, réitéré en 1988 avec, entre autres, Maurane, Sabrina Lory, Renaud Hantson, puis avec des distributions différentes lors des reprises dans les années 1990 (une version anglaise, nommée Tycoon va être réalisée en 1992).

#### Années 1980: succès en tant que chanteur
L'année 1980 est charnière pour Michel Berger ; son nouvel album Beauséjour obtient trois grands succès publics : La Groupie du pianiste, Quelques mots d'amour et Celui qui chante. La même année, il monte sur scène au théâtre des Champs-Élysées avec le même succès.
En 1982, il crée sa propre maison de disques, Apache, distribuée par Warner Music France. Il subit un échec avec son album américain Dreams in Stone (enregistré en 1981), mais cela n'aura aucune incidence sur la suite de sa carrière. En effet, il aligne d'autres chansons à succès comme Mademoiselle Chang (1981), Voyou et Les Princes des villes (1983), Chanter pour ceux qui sont loin de chez eux et Y'a pas de honte (1985). 1982 est également l'année de la sortie du film Tout feu, tout flamme, dont il est l'auteur de la bande originale.
Il fait partie des artistes français à s'être engagés de très près dans des œuvres humanitaires, particulièrement pour celle d'Action Écoles en 1985 aux côtés de France Gall, Richard Berry, Daniel Balavoine et Lionel Rotcage, mais aussi pour l'Éthiopie avec Renaud (Chanteurs sans frontières) et pour Les Restos du cœur avec Coluche.
En 1985, il écrit et réalise l'album Rock 'n' Roll Attitude de Johnny Hallyday. Pour ce dernier, il réalise encore le double album live Johnny à Bercy, captation du spectacle Johnny se donne à Bercy qu'il met en scène et qu'Hallyday donne en septembre 1987 au Palais omnisports de Paris-Bercy, avant de réaliser celui de France Gall à la fin de la même année, Le Tour de France 88.
En 1988, dans une interview à Michel Denisot, il déclare être fasciné par Édouard Lock, Duke Ellington, le film Amadeus, Jacques Kerchache et Vanessa Paradis : « On lui tape beaucoup dessus et c'est très-très bon signe. […] elle va devenir une très-très grande vedette ».
Après un concert au Zénith en 1986, année de la mort de ses amis Daniel Balavoine et Coluche, il n'écrit à partir de cette période que des chansons pour France Gall, pour l'opéra-rock La Légende de Jimmy, et, en 1988, réalise avec sa propre équipe de musiciens la version d'Allah tirée de l'album de Véronique Sanson Moi le venin, figurant sur l'album, tandis que la version initiale, différente et plus courte, sort sur un simple CD maxi. Ce titre est censuré, et, à la suite de l’affaire des Versets sataniques de Salman Rushdie, lui vaut de recevoir des menaces de mort. La chanson raconte le périple d'une femme kamikaze interprétée dans le clip par Hiam Abbass. Pour les auteurs de ces menaces, le titre est sacrilège, alors que selon la chanteuse, il s'agit d'une chanson pacifiste.

#### Années 1990: dernières années
En 1990, Michel Berger compose un nouveau spectacle musical dont le texte est toujours écrit par Luc Plamondon, La Légende de Jimmy, inspiré de la vie de James Dean, avec Diane Tell, Renaud Hantson, Tom Novembre, Nanette Workman et une mise en scène signée Jérôme Savary. Ce spectacle obtient peu de succès. Il revient en tant que chanteur avec l'album Ça ne tient pas debout, dont Le Paradis blanc dans la même année, représentant son dernier succès en solo. Dans Lunettes noires pour nuits blanches, en 1990, il raconte que le premier disque qu'il achète est de Ray Charles.
Le 12 juin 1992 sort un album interprété pour la première fois en duo avec France Gall, Double Jeu. Le 22 juin 1992, jour de leur seizième anniversaire de mariage, le couple donne un concert intimiste à la salle New Morning à Paris,. Une tournée est programmée : elle doit débuter à la Cigale de Paris, faire étape dans plusieurs grandes villes du monde (comme à Phnom Penh, où le couple a séjourné l'année précédente), parcourir la francophonie et s'achever au Palais omnisports de Paris-Bercy,.

### Mort

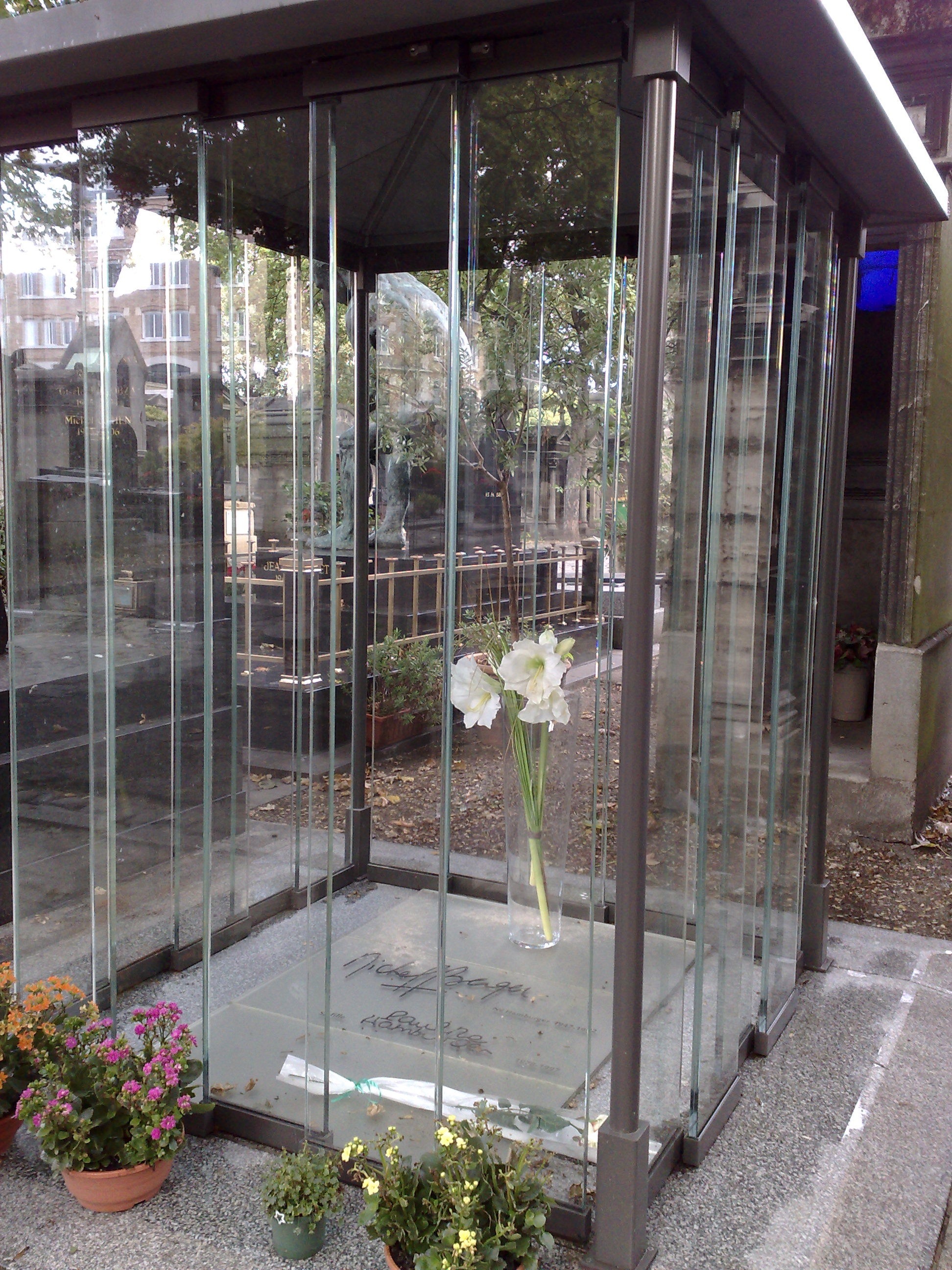
Tombe de Michel Berger et de sa fille Pauline, qui deviendra également plus tard celle de France Gall, au cimetière de Montmartre (division 29).

À l'été 1992, Michel Berger se ressource dans sa propriété de Ramatuelle, dans le sud de la France, auprès de son épouse France Gall ; il meurt, le 2 août, d'une crise cardiaque à la suite d'une partie de tennis avec Marie-Françoise Holtz, épouse du journaliste Gérard Holtz, présent également sur les lieux.
Fabienne Thibeault ayant déjà collaboré avec l'artiste entre 1978 et 1979, considère que l'enregistrement de l'album Double Jeu aurait épuisé Michel Berger, en raison de désaccords artistiques avec France Gall et que le supposé règlement de ses problèmes de couple avec l'avocat aurait engendré chez lui une grande anxiété.
Michel Berger est inhumé au cimetière de Montmartre à Paris, dans la 29e division. Après une bataille juridique l'opposant à la sœur de Michel, Françoise (dite Franka, alors tutrice de leur mère Annette Haas), France Gall obtient, en octobre 1999, le transfert de la sépulture de Michel Berger dans la concession de Pauline située quelques mètres plus loin et que la chanteuse fait transformer en maison de verre le 12 décembre 2012.
À la suite de la mort de Michel Berger, France Gall assure seule les concerts de la tournée Double Jeu programmée à travers la France, la Suisse et la Belgique.

### Vie privée
De son union le 22 juin 1976 avec France Gall naissent deux enfants : Pauline Isabelle, née le 14 novembre 1978, qui meurt le 15 décembre 1997 d'une mucoviscidose et Raphaël Hamburger, né le 2 avril 1981.
À Paris, il a vécu avec France à la villa de Beauséjour (16e arrondissement). En 1986, le couple emménage dans un immeuble haussmannien près du parc Monceau (17e arrondissement), où tous deux passent le reste de leur vie. Dans les années 1970, ils acquièrent aussi la maison du Clos Saint-Nicolas, une résidence à Vasouy, près d'Honfleur (Normandie), qu'agrandit par la suite le frère architecte de Michel Berger. Dans ce lieu, le chanteur aurait notamment composé le tube Résiste.
Selon les confidences en 2012 de Franka Hamburger, la sœur de Michel Berger et de Bernard Saint-Paul, un proche collaborateur de Véronique Sanson, à cette période il vit une histoire sentimentale avec Béatrice Grimm, jeune mannequin et apprentie-chanteuse durant les mois précédant sa mort en 1992 et projette de s'installer avec elle, dans une maison de Santa Monica en Californie.
Grégoire Colard, l'agent de Michel Berger et de France Gall, ayant cessé de travailler pour le couple en 1990, affirme que France Gall est à cette époque parfaitement au courant de la liaison extra-conjugale de son époux et qu'elle en parle librement. Selon Jean-Marie Périer, photographe ayant partagé la vie de France Gall quelques mois après la mort de son mari, ils « n’étaient plus ensemble depuis pas loin de quatre ans ». Ni Serge Perathoner, ni Jannick Top, ni Claude Engel, musiciens et proches collaborateurs de Michel Berger jusqu'à sa mort, ne déclarent avoir eu connaissance d'une liaison de l'artiste avec Béatrice Grimm.

## Hommages

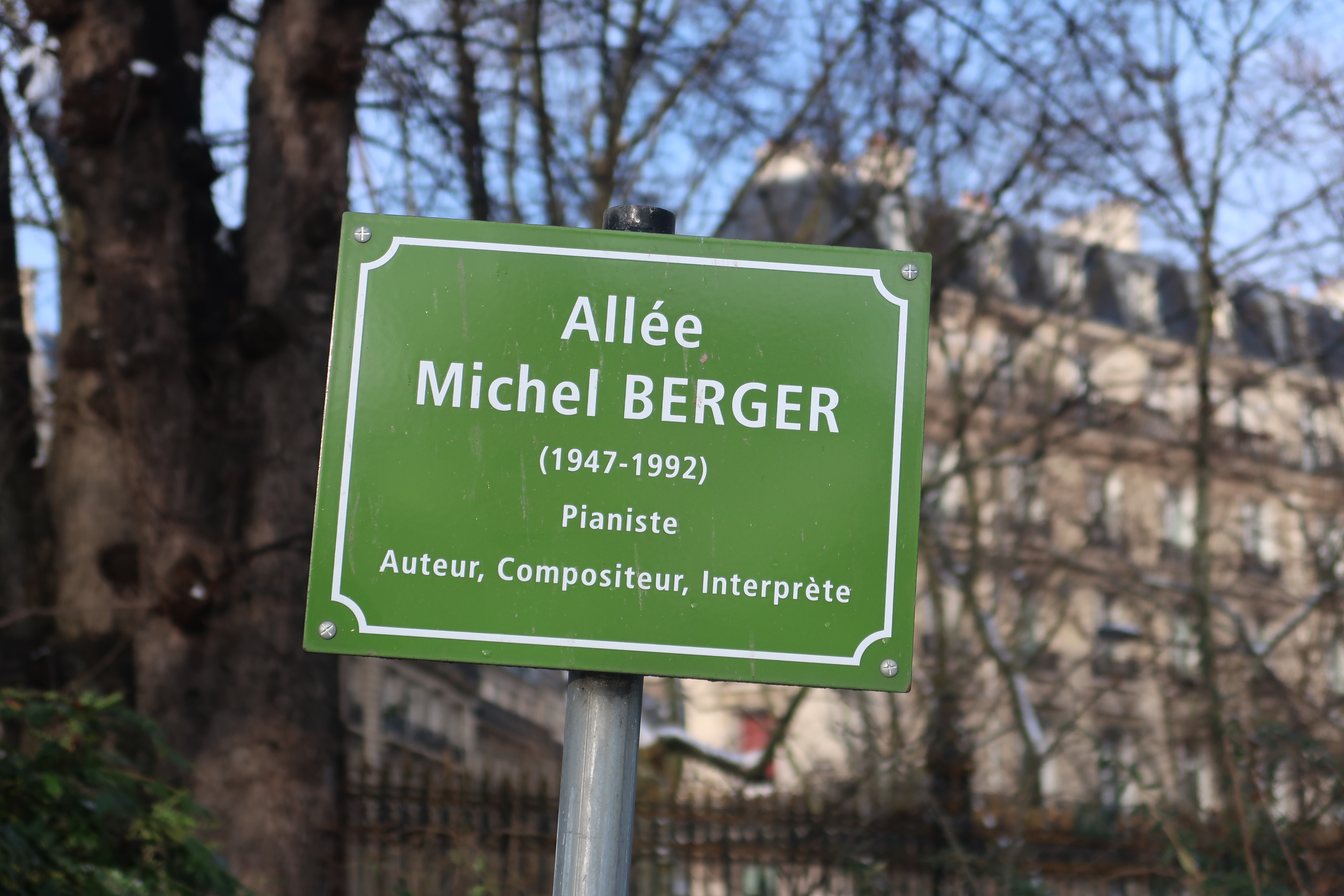
Allée Michel-Berger dans le parc Monceau.

En 1992 ouvre la salle de concert EMB (Espace Michel Berger) à Sannois, en hommage à l'artiste.
Une salle municipale de la commune du Plessis-Pâté en Essonne porte son nom.
En 2012, la mairie de Paris lui rend hommage en donnant son nom à une allée du parc Monceau, situé non loin de son ancien domicile.
Le 4 novembre 2015, au Palais des sports de Paris, a lieu la première représentation d'une comédie musicale de France Gall et de son compagnon Bruck Dawit, Résiste, reprenant certaines de ses chansons.
En juillet 2017, TF1 lui consacre une émission, intitulée Michel Berger, 25 ans déjà - L'hommage symphonique. Une émission d'une heure et demie (enregistrée le mardi 6 juin 2017 à La Seine musicale), présentée par Nikos Aliagas, où plusieurs artistes parmi lesquels Christophe Willem, Claudio Capéo, Élodie Frégé, Isabelle Boulay, Marina Kaye, Nolwenn Leroy, Raphaël, la troupe Résiste, Shy'm, Slimane, Tal, Vincent Niclo, Loïc Nottet […], reprennent les grands succès de Michel Berger.
Le 28 novembre 2019, Google lui attribue un doodle (page d'accueil personnalisée) pour les 72 ans de sa naissance.
En 2020, la troupe Art Music crée un spectacle musical sous le nom de « RE-BRANCHE TOI ! » Tribute Michel Berger /France Gall.
En mai 2022, Mathieu Rosaz publie l'album Michel Berger, autrement, constitué de chansons rares et méconnues de l'artiste. 
Le 7 octobre 2022, une chanson inédite de Michel Berger, Vivre, est mise en ligne sur Internet. Le titre est enregistré en 1980, aux États-Unis, pour l'album Beauséjour mais est écartée par manque d'espace sur ce disque,.
En 2022 et 2023, lors de la tournée Starmania, mise en scène par Thomas Jolly et jouée à travers la francophonie, un hommage est rendu à Michel Berger lors de l'Ouverture, grâce à un grand piano blanc dépourvu de pianiste, puis à France Gall, décédée 5 ans plus tôt, que l'on voit chanter quelques minutes de Monopolis au travers d'un hologramme.

## Discographie

### Albums studio
- 1964 : D'autres filles (Parlophone)
- 1971 : Puzzle (EMI)
- 1973 : Michel Berger (Warner Music)
- 1974 : Chansons pour une fan (Warner Music)
- 1975 : Que l'amour est bizarre (Warner Music)
- 1976 : Mon piano danse (Warner Music)
- 1980 : Beauséjour (Warner Music)
- 1981 : Beaurivage (Warner Music)
- 1982 : Dreams In Stone (Warner Music)
- 1983 : Voyou (Warner Music)
- 1985 : Différences (Warner Music)
- 1990 : Ça ne tient pas debout (Warner Music)
- 1992 : Double Jeu (avec France Gall) (Warner Music)

### Albums live
- 1980 : Michel Berger au Théâtre des Champs-Élysées
- 1983 : Michel Berger en public au Palais des Sports
- 1986 : Michel Berger au Zénith

Ces lives sont tous disponibles en CD. Néanmoins, seul Michel Berger au Zénith est disponible séparément du coffret Pour me comprendre.

### Chansons écrites pour d'autres
| Artistes/Interprètes              | Singles | Albums entièrement composés par Michel Berger |
| --------------------------------- | --- | --- |
| France Gall                       | | - France Gall, 1976, dont Comment lui dire et La Déclaration d'amour - Dancing Disco, 1977, dont Si, maman si - Paris, France, 1980, dont Il jouait du piano debout, dédiée à Jerry Lee Lewis - Tout pour la musique, 1981, dont Résiste et Diego libre dans sa tête - Débranche !, 1984, dont Calypso, Débranche !, Hong-Kong Star et Cézanne peint - Babacar, 1987 dont Ella, elle l'a, Évidemment et Babacar |
| Johnny Hallyday                   | | - Rock'n'Roll Attitude, 1985, dont Quelque chose de Tennessee, Le Chanteur abandonné, ou Aimer vivre |
| Françoise Hardy                   | Message personnel et Première rencontre, Je suis moi et Demain c'est hier | |
| Helmut Grabher alias Jeremy Faith | Jesus, 1971 (musique par Michel Hamburger alias Michel Berger, texte original français par Pierre Darjean, alias Jacques Barouh, de son vrai nom Jean Darcelle, adaptation anglaise de Simon Heiwell) | |

### Illustrations musicales
- 1969 : Patchwork Orchestra Vol 2 - Variety / Light Music
- 1972 : Patchwork Orchestra Vol 4 - Gai / Mélancolique

### Opéra-rock
- 1978 : Starmania ou La Passion de Johnny Rockfort selon les évangiles télévisés, opéra-rock de Michel Berger et Luc Plamondon (album studio)
- 1979 : Starmania, le spectacle, opéra-rock de Michel Berger et Luc Plamondon (en public au Palais des Congrès)
- 1982 : Dreams In Stone, de Michel Berger (album studio enregistré et publié aux États-Unis), coarrangé avec Michel Bernholc. Cet album représente un semi-échec commercial et de ce fait, il est resté méconnu, notamment en France. Quelques traces subsistent sur des sites web extérieurs[33],[34],[35].
- 1988 : Starmania, 2e version. Enregistrement CD au théâtre de Paris puis en 1989 au Théâtre Marigny.
- 1990 : La Légende de Jimmy, opéra-rock de Michel Berger et Luc Plamondon (album studio)
- 1992 : Tycoon, de Michel Berger, Luc Plamondon et Tim Rice (album studio, adaptation anglaise de Starmania)

### Cinéma
À la fin de l'année 1984, Michel Berger manifeste un certain intérêt pour le cinéma. Beaucoup de ses proches affirment que le chanteur doit s'orienter vers « une vie derrière la caméra ». Désireux d'apprendre à manier l'outil cinématographique, il réalise en 1987 le clip de France Gall Babacar et en 1988, celui de Papillon de nuit. Au début des années 1990, il rencontre Jacques Kerchache. Les deux hommes ont un intérêt commun : la place de l'artiste dans la société. Ils travaillent ensemble à l'écriture d'un film : Totem, mais le projet n'aboutit pas en raison de la mort du chanteur.
Par ailleurs, il compose plusieurs musiques de films, ainsi que des musiques pour des films publicitaires, dont celle d'Orangina.

#### Filmographie (compositeur)
- 1970 : Mektoub d'Ali Ghalem
- 1975 : Sérieux comme le plaisir de Robert Benayoun
- 1982 : Tout feu, tout flamme de Jean-Paul Rappeneau
- 1984 : Rive droite, rive gauche de Philippe Labro
- 1987 : L’amour est blette, court métrage de Magali Clément

On aperçoit également Michel Berger en « Chef des explosifs », aux côtés de Michel Fugain et Michel Sardou en « Étudiants résistants », trois figurants non crédités dans le film de René Clément, Paris brûle-t-il ? (1966).

## Vidéographie
- 1989 : Starmania, live, enregistré au Théâtre Marigny 1 DVD Région 2 - Couleur, stéréo, remasterisé et réédité en 2002 — Biographies incluses de Michel Berger et Luc Plamondon — Durée 116 min — Warner Vision France
- 2005 : Émilie ou la Petite Sirène 76, conte musical télévisé, argument de Michel Berger & Franck Lipsik — Durée 56 min — 1 DVD Région 2, INA / Éditions LCJ (émission originale télévisée enregistrée en 1976) — Réédition en mai 2007 et novembre 2007

## Télévision
- 1974 : Bons baisers de Tarzan — Téléfilm de Gérard Jourd'hui — Réalisation de Pierre Desfons — Rôle du chanteur : il chante Tarzan (parolier et compositeur, chanson incluse dans son album Chansons pour une fan, 1974) — Diffusion le 4 décembre 1974
- 1976 : Émilie ou la Petite Sirène 76 — Numéro 1 — Conte musical de Michel Berger et Franck Lipsik — Réalisation de Marion Sarraut — Durée 56 min : rôle du producteur — Diffusion le 22 mai sur TF1 — Édition en 2005 de l'émission en DVD (voir section vidéographie)
- 1978 : Numéro un (émission de télévision) Michel Berger - Numéro 1 - Réalisation de Marion Sarraut - Couleur - durée 60 minutes - Diffusion le 11 novembre 1978 sur TF1
- 2002 : Michel Berger par France Gall — Portrait réalisé par Philippe Gautier — Durée 115 minutes — TF1 le 30 décembre 2002
- 2007 : Tous… pour la musique, émission animée par France Gall et réalisée par François Hanss — Hommage à Michel Berger avec des artistes qui interprètent ses chansons — Durée 110 minutes — France 2 le 21 novembre 2007
- 2011 : Discographie, documentaire musical réalisé par Matthieu Teulé — Durée 115 minutes — France 3 le 14 novembre 2011
- 2011 : Un jour, un destin documentaire par Laurent Delahousse - Michel Berger : messages personnels - France 2 le 16 novembre 2011
- 2016 : France Gall et Michel Berger : Toi, sinon personne, documentaire écrit et commenté par Franck Ferrand, réalisé par Olivier Amiot et Antoine Coursat — Durée 120 min — Diffusion le 30 mai 2016 sur France 3
- 2017 : Michel Berger, 25 ans déjà, soirée animée par Nikos Aliagas pour les 25 ans de la disparition de Michel Berger. Plusieurs artistes français interprètent des chansons de Michel Berger avec des documents rares sur l'auteur-compositeur-interprète, diffusion le 27 juillet 2017 sur TF1
- 2017 : Michel Berger, quelques mots d'amour, documentaire réalisé par Virginie Hénaff et Laysa Aïnouz — 105 min — Diffusion le 16 août 2017 sur W9